# Грон (річка)
Грон (словац. Hron) — друга за довживою річка Словаччини, ліва притока Дунаю.
На берегах Грона розташовані міста Брезно, Ж'яр-над-Гроном, Жарновіца, Нова Баня, Тлмаче, Левіце, Жельєзовце, Коларово. Головні притоки — Париж, Сикеніца і Слатина.

## Галерея

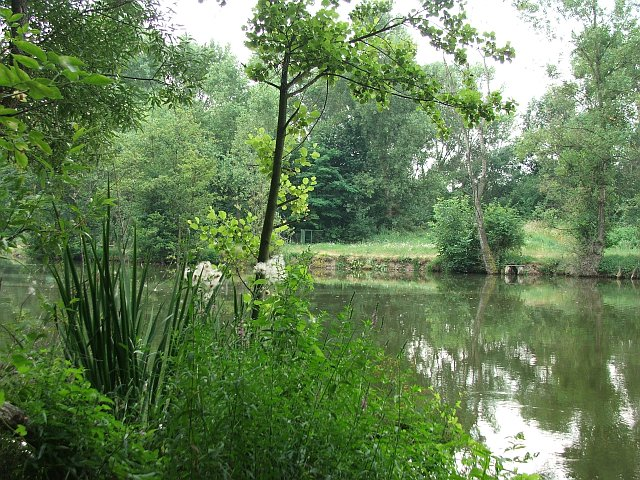